# Mikael Rørdam
Mikael Rørdam (* 7. Januar 1959 in Kopenhagen) ist ein dänischer Mathematiker und Hochschullehrer an der Universität Kopenhagen. Er befasst sich mit Operatoralgebren.
Rørdam studierte an der Universität Kopenhagen mit dem Kandidatenabschluss bei Erik Christensen 1984 und wurde 1987 bei Richard Kadison an der University of Pennsylvania promoviert (Dissertation: The theory of unitary rank and regular approximation). Als Post-Doktorand war er 1988 an der University of Toronto.  1988 wurde er Adjunkt und 1991 Lektor an der Universität Odense und 1998 Lektor und 2002 Professor an der Universität Kopenhagen. 2002 bis 2007 war er Professor an der Universität von Süd-Dänemark in Odense, bevor er 2008 wieder Professor in Kopenhagen wurde.
2004 wurde er Mitglied der Königlich Dänischen Akademie der Wissenschaften. 2010 bis 2016 war er im Rat des Mittag-Leffler-Instituts. 2006 war er eingeladener Sprecher auf dem Internationalen Mathematikerkongress in Madrid (Structure and classification of C*-algebras).

## Schriften
Bücher und Buchbeiträge:
- mit Flemming Larsen, Niels Jakob Laustsen: An Introduction to K-theory for C*-algebras, London Mathematical Society Student Text 49, Cambridge University Press, 2000.
- Classification of nuclear, simple C* algebras, in:  Mikael Rørdam, Erling Størmer: Classification of Nuclear C*-Algebras. Entropy in Operator Algebras, 2002, S. 1–146

Aufsätze (Auswahl):
- Advances in the theory of unitary rank and regular approximation, Annals of Mathematics, Band 128, 1988, S. 153–172.
- On the structure of simple C*-algebras tensored with a UHF-algebra, Journal of Functional Analysis, Teil 1, Band 100, 1991, S. 1–17, Teil 2, Band 107, 1992, S. 255–269
- mit B. Blackadar, A. Kumjian: Approximately central matrix units and the structure of noncommutative tori, K-theory, Band 6, 1992, S. 267–284
- Classification of certain infinite simple C*-algebras, Journal of Functional Analysis, Band 131, 1995, S. 415–458
- Classification of Cuntz-Krieger algebras, K-theory, Band 9, 1995, S. 31–58
- mit Eberhard Kirchberg: Non-simple purely infinite C*-algebras, American Journal of Mathematics, Band 122, 2000, S. 637–666
- mit E. Kirchberg: Infinite non-simple C*-algebras: absorbing the Cuntz algebra {\displaystyle O_{\infty }}, Advances in Mathematics, Band 167, 2002, S. 195–264
- A simple C*-algebra with a finite and an infinite projection, Acta Mathematica, Band 191, 2003, S. 109–142
- The stable and the real rank of-absorbing C*-algebras, International Journal of Mathematics, Band 15, 2005, S. 1065–1084
- mit Wilhelm Winter: The Jiang–Su algebra revisited, Journal für die Reine und Angewandte Mathematik, Band 642, 2010, S. 129–155. Arxiv